# ایگناسیو پوستو
ایگناسیو پوستو (انگلیسی: Ignacio Pussetto؛ زادهٔ ۲۱ دسامبر ۱۹۹۵) بازیکن فوتبال اهل آرژانتین است.
از باشگاه‌هایی که در آن بازی کرده‌است می‌توان به باشگاه فوتبال اودینزه اشاره کرد.